# Älvsbyn-Högheden flygfält
Älvsbyn-Högheden flygfält är beläget 2 km sydöst om Älvsbyn. Flygfältet används av privatflygplan och för segelflygverksamhet. 

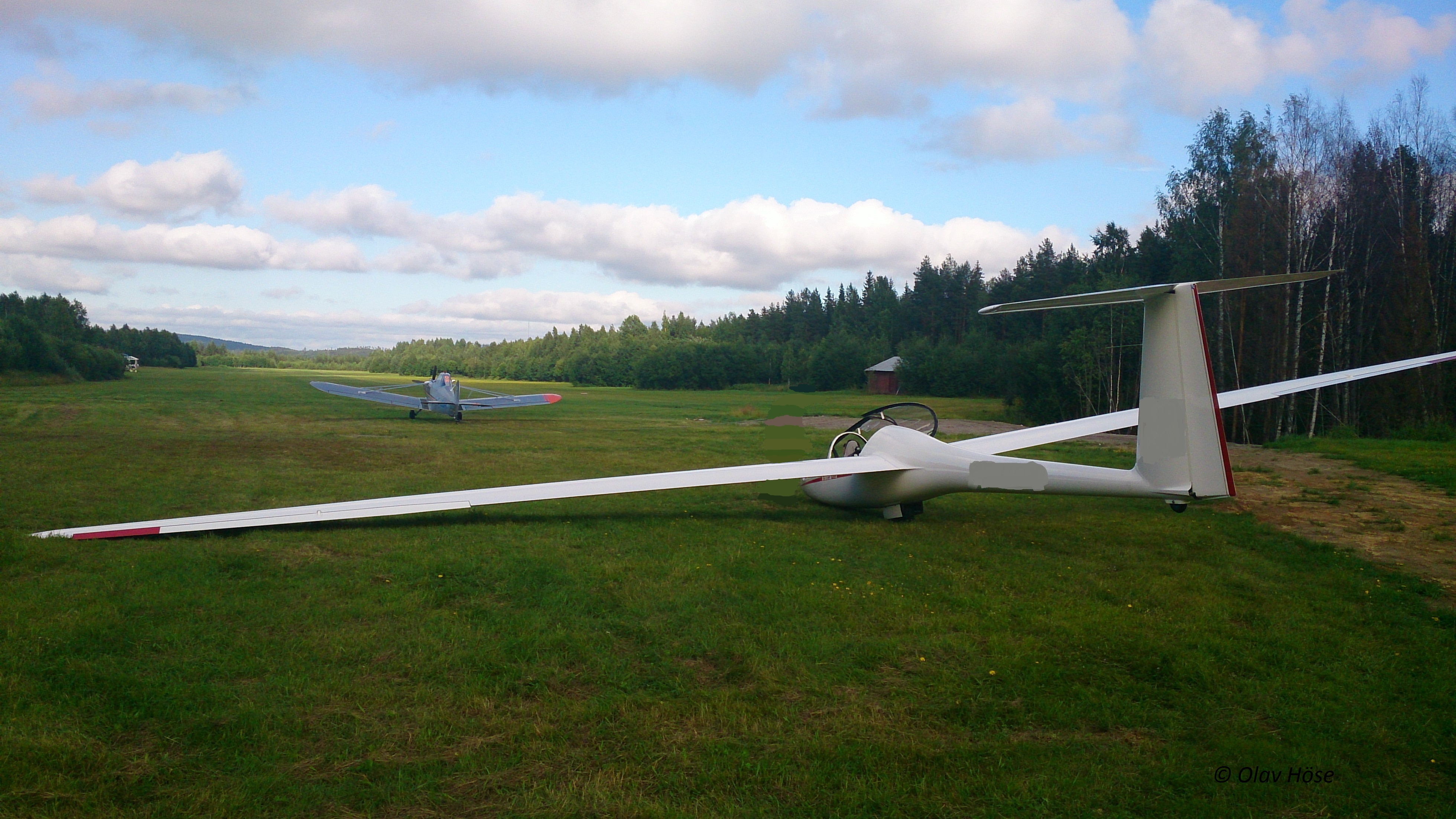
Älvsbyn-Högheden flygfält i juli 2013

## Källhänvisningar
1. ↑  ”Olycka med flygplanet SE IDT vid Älvsbyn Höghedens flygplats BD län den 1 oktober 2010”. Statens haverikommission. Arkiverad från originalet den 8 augusti 2011. https://web.archive.org/web/20110808022156/http://www.havkom.se/virtupload/reports/RL2011_06.pdf. Läst 19 mars 2013.